# كوسي (تكساس)
كوسي (بالإنجليزية: Kosse, Texas)‏ هي بلدة أمريكية تقع في الولايات المتحدة في مقاطعة لايمستون، تكساس. يقدر عدد سكانها بـ 497 نسمة ومساحتها 3.4 كم2 وترتفع عن سطح البحر 152 متر.

## أعلام
- كينيث سيمز
- والتر بيتر كيلينغ